# Денніс Масіна
Денніс Юкі Мцебо Масіна (англ. Dennis Yuki Mcebo Masina; нар. 29 травня 1982, Мбабане, Свазіленд) — свазілендський футболіст, півзахисник.

## Клубна кар'єра
Народився в Мбабане, в окрузі Хохо. Футболом розпочав займатися на батьківщині, у клубі «Манзіні Вондерерз». У 2000 році підписав контракт з південноафриканським клубом «Буш Бакс». У липні 2002 року відправився на перегляд у «Феєнордом». Проте команді не підійшов, з 2002 по 2003 рік грав за «Суперспорт Юнайтед». У жовтні 2003 року намагався перейти у «Тоттенгем Готспур», проте зрештою опинився в «Феєнорді», у футболці якого не зіграв жодного офіційного матчу. Потім грав за «Ендрахт» (Алст). У 2005 році перебрався до Бельгії, де уклав договір з «Мехеленом». У 2006 році повернувся до свого колишнього клубу, південноафриканського «Суперспорт Юнайтед». У 2009 році підписав контракт з «Орландо Пайретс». У липні 2011 року термін дії договору завершився й Масіна залишив команду вільним агентом. У жовтні 2011 року перебрався до іншого південноафриканського клубу, «Мпуланга Блек Ейсиз». 28 листопада 2015 року контракт з клубом було розірвано, проте вже 6 вересня 2016 року Денніс уклав новий договір з цим клубом. Футбольну кар'єру завершив 2019 року в складі представника першого дивізіону ПАР «Мбомбела Юнайтед», за який встиг зіграти 3 поєдинки першості.

## Кар'єра в збірній
У футболці національної збірної Свазіленду дебютував 1999 року. У складі збірної зіграв 36 матчів.

## Досягнення
«Манзіні Вондерерз»
- Прем'єр-ліга Свазіленду
  -  Чемпіон (1): 1998/99

«Суперспорт Юнайтед»
- Національна Соккер-ліга Південної Африки
  -  Чемпіон (2): 2007/08, 2008/09

«Орландо Пайретс»
- Національна Соккер-ліга Південної Африки
  -  Чемпіон (1): 2010/11